# Cymbidium tamphianum
Cymbidium tamphianum (tên tiếng Việt: Lan kiếm phi Tâm) là loài lan thuộc chi Lan kiếm, là loài thực vật đặc hữu của Việt Nam. Loài này đặt theo tên của Nguyễn Phi Tâm, người phát hiện ra loài này ở Đa Nhim, Lạc Dương, Lâm Đồng vào tháng 9 năm 2015.